# Fiorenzo Magni
Fiorenzo Magni (ur. 7 grudnia 1920 w Vaiano, zm. 19 października 2012 w Monzy) – włoski kolarz szosowy i torowy, srebrny medalista szosowych mistrzostw świata.

## Kariera
Największy sukces w karierze Fiorenzo Magni osiągnął w 1951 roku, kiedy zdobył srebrny medal w wyścigu ze startu wspólnego podczas mistrzostw świata w Varese. W zawodach tych wyprzedził go jedynie Szwajcar Ferdi Kübler, a trzecie miejsce zajął inny Włoch, Antonio Bevilacqua. W tej samej konkurencji był też czwarty na mistrzostwach świata w Reims w 1947 roku oraz rozgrywanych pięć lat później mistrzostwach świata w Luksemburgu. Ponadto wygrał między innymi pierwszy w Giro della Provincia Milano w latach 1940 i 1943, Giro del Piemonte w 1942 roku, Tre Valli Varesine w 1947 roku, Trofeo Baracchi i Ronde van Vlaanderen w latach 1949–1951, Giro di Toscana w latach 1949 i 1954, Mediolan-Turyn w 1951 roku, Giro di Romagna w latach 1951 i 1955 oraz Giro del Piemonte w latach 1942, 1953 i 1956. Wielokrotnie startował w Giro d’Italia, wygrywając łącznie sześć etapów. W latach 1948, 1951 i 1955 zwyciężał w klasyfikacji generalnej, a w latach 1952 i 1956 był drugi. Pięciokrotnie brał udział w Tour de France, najlepsze wyniki osiągając w latach 1949 i 1952, kiedy był szósty w klasyfikacji generalnej. Łącznie wygrał siedem etapów TdF. W 1955 roku wystartował także w Vuelta a España, wygrywając cztery etapy oraz klasyfikację punktową, a w klasyfikacji generalnej był trzynasty. Nigdy nie wystąpił na igrzyskach olimpijskich. Jako zawodowiec startował w latach 1941–1956.

## Najważniejsze zwycięstwa
- 1948 – etap i klasyfikacja generalna Giro d’Italia
- 1949 – Ronde van Vlaanderen, etap w Tour de France
- 1950 – Ronde van Vlaanderen, etap w Giro d’Italia, etap w Tour de France
- 1951 – wicemistrzostwo świata ze startu wspólnego, Giro d’Italia, Ronde van Vlaanderen, Giro del Lazio, Mediolan-Turyn, etap w Tour de France
- 1952 – dwa etapy w Tour de France
- 1953 – trzy etapy w Giro d’Italia, dwa etapy w Tour de France
- 1955 – Giro d’Italia, trzy etapy w Vuelta a España
- 1956 – Giro del Lazio